# Bhimsen Joshi

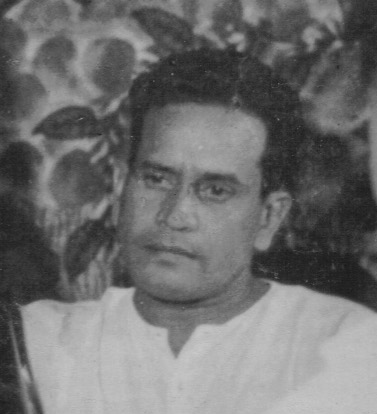
Bhimsen Joshi

Bhimsen Joshi (* 4. Februar 1922 in Gadag; † 24. Januar 2011 in Pune) war ein Sänger der nordindischen klassischen Musik im Khyal-Stil.

## Leben
Joshi wurde als Kind von seiner Mutter in den Bhajan-Gesang eingeführt und wurde später Schüler von Sawai Gandharva. Seit seinem 19. Lebensjahr trat er als Sänger auf und wurde als Interpret hindustanischer Ragas und von Bhajans in Indien und international berühmt. Er war Sänger bei All India Radio und nahm zahlreiche Lieder auf, die auf mehr als 20 CDs erschienen. Er erhielt viele Auszeichnungen, darunter den Sangeet Natak Akademi Ratna, den Padma Shri und Padma Bhushan, den Padma Vibhushan und schließlich 2009 den Bharat Ratna, den höchsten zivilen Orden Indiens.